# Dramatiska Institutet

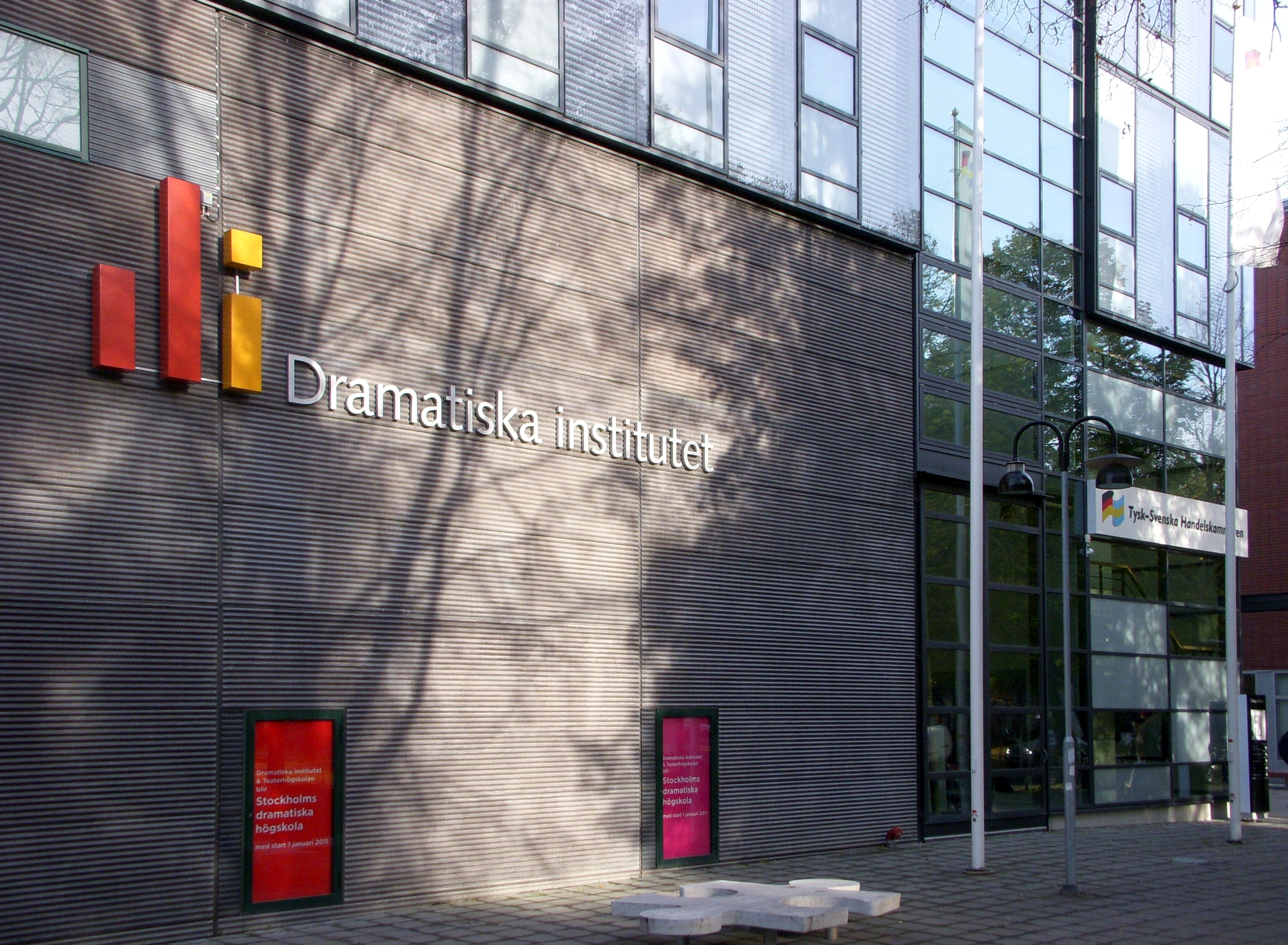
Dramatiska Institutets nya (2004) byggnad på Gärdet vid Valhallavägen

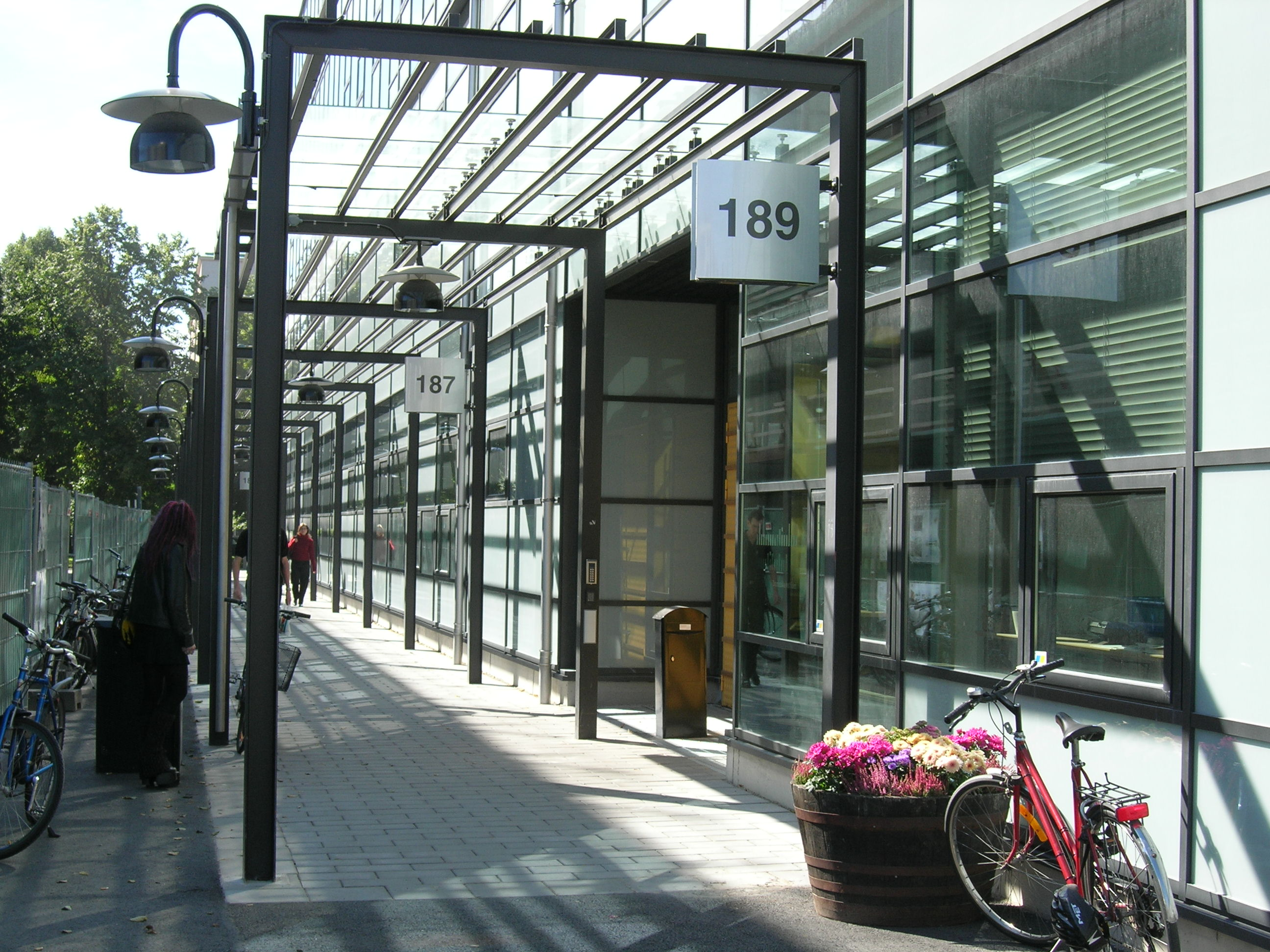
Nya byggnadens entré från gårdssidan.

Dramatiska Institutet (DI) var en svensk statlig högskola i Stockholm, grundad 1970, med utbildning i konstnärliga verksamheter för scenkonst och media. Den föregicks av Svenska Filminstitutets filmskola från 1964. Den 1 januari 2011 slogs Dramatiska Institutet samman med Teaterhögskolan i Stockholm och bildade Stockholms dramatiska högskola. 

## Historik

### Filmskolan
Före 1960-talet fanns i Sverige inte någon egentlig filmproduktionsutbildning, utan man lärde sig yrkena genom att börja som assistent vid filmproduktion och lära sig den praktiska vägen eller på egen hand, förutom en viss inofficiell internutbildning på filmbolagen. Den socialdemokratiska regeringen hade utrett behovet av riktiga, fristående yrkesutbildningar inom teater, film, radio och TV. För skådespelarkonsten skapades de statliga scenskolorna i samma tid som Harry Schein 1963 lyckades driva igenom att starta Svenska Filminstitutet och bli dess VD. Då startade han också Filminstituets Filmskola 15 september 1964 med första lokalisering i Europafilms ateljéer i Mariehäll. 
Man valde ut 12 elever i varje årskull, fördelade på fyra olika yrkeslinjer och utbildningstiden var tre terminer. Rune Waldekranz utsågs till Filmskolans förste rektor och Bertil Lauritzen dess studierektor, Lars Werner produktionschef. Bland lärarna fanns Göran Strindberg (fotolärare) Lena Malmsjö och Lars Werner (lärare för produktions- och inspelningsledare), Pelle Lönndahl (ljudlärare) samt Carl-Olov Skeppstedt och Margit Nordkvist (klipplärare). Ingmar Bergman tillsattes som "inspektor" och föreläsare. Skolan hade en hög ambitionsnivå och anlitade som föreläsare redan första året europeiska filmskapare som Jean-Luc Godard, René Clair och François Truffaut, förutom svenskar som Bo Widerberg och Vilgot Sjöman. 

### Dramatiska Institutet
I samband med att Filmhuset på Gärdet stod färdigt 1970 flyttade verksamheten dit och utvidgades till Dramatiska Institutet med åtta olika utbildningslinjer och över 100 elever. Efterhand utvidgades denna verksamhet ytterligare att också innefatta utbildningar inom radio och TV, liksom utbildningar inom teaterproduktion och dess olika praktiska yrken.
Många välkända kultur- och mediapersonligheter har genom åren studerat på Filmskolan och Dramatiska Institutet. Några exempel är Roy Andersson, Jonas Cornell, Josef Fares, Stina Lundberg, Eva Dahlman, Kjell Dabrowski, Alexander Öberg, Artur Ringart, Mark Levengood, Anders Lundin, Farnaz Arbabi, Karin af Klintberg, Lukas Moodysson, Marcus Lindeen, Stig Larsson, Kjell Sundvall, Jasenko Selimovic, Ella Lemhagen, Eva Beckman och Özz Nûjen.
Tv-producentutbildningens examinerade studenter arbetar inom SVT, SBS, TV4, MTG, UR eller för olika produktionsbolag. Tidigare radiostudenter är verksamma inom Sveriges Radio, andra radiokanaler och olika mindre produktionsbolag. Flera radio- och TV-producentstudenter har belönats med Ikarospriset och med Stora journalistpriset inom både radio- och TV-klasserna. 
I september 2004 flyttade DI från lokalerna i Filmhuset till ett eget nybyggt hus på Valhallavägen 189 i Stockholm, i direkt anslutning till Filmhuset.

## Barndomsprojektet
Dramatiska Institutet blev uppmärksammat under våren 2005, då en barngrupp på Stensöskolan fick en novell av explicit sexuell natur uppläst för sig. Händelsen fick stort mediautrymme och föranledde både en internt beställd undersökning, utförd av Bengt Westerberg, och en mer formell undersökning av Verket för högskoleservice. Båda dessa rapporter var enligt Dramatiska Institutet tämligen enhälliga i vilka åtgärder som behövdes vidtas för att undvika liknande saker i framtiden, och ett förändringsarbete för att genomföra de förändringar som föreslogs påbörjades.
Dramatiska Institutets disciplinnämnd beslöt sig för att inte vidta någon åtgärd mot någon enskild student, med hänvisning till såväl brist på handledning som riktlinjer i projektet.
En förundersökning inleddes, som sedermera ledde till att åtal väcktes mot studenten för sexuellt ofredande, och han dömdes i tingsrätten till 80 dagsböter, vilket senare mildrades till 50 dagsböter, med den mildare rubriceringen ofredande av hovrätten. Fallet är överklagat av målsägarna till Högsta domstolen.